# OS 35
El OS 35 era un buque granelero que tuvo una colisión en la Bahía de Algeciras el 29 de agosto de 2022, y que a continuación, tras ser remolcado, encalló y quedó inmovilizado en aguas de Gibraltar, cerca de la vertiente este del Peñón.

## Naufragio
El OS 35 colisionó con un buque metanero la noche del 29, pero el otro barco no sufrió daños mayores. La gestión del incidente quedó en manos de las autoridades portuarias de Gibraltar, que decidieron remolcar al granelero. Tras la inmovilización del buque, la tripulación siguió trabajando en el mismo por dos días, principalmente para vaciar ordenadadamente las 215 toneladas de fuel-oil pesado, 250 de gasóleo y 27 de aceite lubricante que transportaba. Parte de ese contenido, sin embargo, se fugó al mar. Los tripulantes y los agentes del puerto que estuvieron en el barco fueron evacuados finalmente sin problema.
Igualmente, la flotabilidad del barco se perdió y se asentó sobre el lecho marino, pero sin quedar sumergido del todo y sin escorarse. Gibraltar organizó un cerco protector alrededor para evitar más fugas, y se anunció un plan de recuperación para 2023.
En febrero de 2023, tras unos días tormentosos, se comprobó que el barco había sufrido daños. El barco fue rescatado por Koole Contractors de los Países Bajos desde enero de 2023 hasta julio de 2023. Una tormenta invernal partió el barco por la mitad. Las secciones se colocaron en un barco de carga pesada y llegaron a Ámsterdam para su desguace el 15 de agosto..